# 중소 국경 분쟁
중소 국경 분쟁(中蘇國境紛爭, 러시아어: Пограничный конфликт на острове Даманский, 중국어 간체자: 中苏边界冲突, 정체자: 中蘇邊界衝突, 영어: Sino-Soviet border conflict)은 중화인민공화국과 소련의 국경인 아무르강과 지류인 우수리강 유역의 영유권을 놓고 1969년에 벌인 국경 전쟁을 말한다.
1969년 3월 2일, 우수리강의 전바오섬에서 중국과 소련 사이에 군사 충돌이 발생했다. 군사 충돌은 9월 11일까지 계속됐다. 이는 영토 문제 뿐만 아니라 이오시프 스탈린 사후 심화되었던 중·소의 대립을 드러내는 사건이기도 했다.

## 원인
청나라가 약해지고 1858년 아이훈 조약(愛琿條約)으로 헤이룽장성의 북쪽 아무르강 연안의 아이훈에서 맺었고 우수리스키 지방(연해주와 남부 하바롭스크 지방)을 러시아에 영원히 할양하는 두번의 불평등 조약을 맺었다. 중국은 이때부터 동해바다가 막혔다.

## 발단
1956년 헝가리 반소봉기가 일어나면서 공산주의 맹주국이라는 소련의 지위는 흔들리기 시작했고 게다가 니키타 흐루쇼프가 스탈린주의를 비난하고 중국 내에서는 대약진운동이 일어나자 중국과 소련의 관계는 흔들리기 시작했다. 쿠바 미사일 위기 사건 이후 서방세계와의 평화공존을 외치던 소련을 본 마오쩌둥은 소련을 '수정주의자'라고 비난했다. 이런 노선주의 논쟁으로인해 1960년대 이후로 소련과 중국간의 군사/과학/교육적 교류는 완전히 단절되고 특히 1960년 8월에는 중국 내에서 체류 중이던 소련 군사고문, 과학기술자들이 전면 철수하게 되고 마오쩌둥 역시 소련 내의 중국 유학생들을 귀국시키면서 표면화되었다. 중국과 소련은 양측을 준적국으로 간주하기 시작했고 국경지대에는 군 병력들이 배치되었다.
진먼 섬 포격전과 관련한 소련의 소극적 대응과 베트남 전쟁을 둘러싼 양국간의 입장차이로 인해 사이는 더욱 경색되었고 사회주의가 위험에 처했다고 판단되면, 어느 사회주의 국가든 개입할 권리가 있다고 주장하는 브레즈네프 독트린은 중국에게 위협이 될 수도 있어 마오쩌둥과 그의 측근들 입장에선 우려될 만한 사안이였다.

## 전개
우수리 강에서 발생한 홍수 때문에 전바오섬의 국경지대는 불명확해졌고, 중·소 양국 국경 수비대원들 간의 말다툼이 1969년 3월 2일 16시 12분에 양측 간의 몸싸움으로 번졌다. 중국 국경수비대원들이 소련군의 복싱에 밀리자 중국군은 특수부대원들을 동원해 봉술로 소련군을 제압했고, 소련군은 봉을 무기로 판단해 중국군을 총격으로 사살해 양측간의 난투극은 총격전으로 번지게 되었다. 3월 12일에 중국군 3개 소대 병력이 2개 소대 규모의 소련 국경 수비대를 기습하였으나 60여 명의 병력과 6대의 BTR 장갑차를 동원해 반격한 소련군에 크게 패하여 소련군이 14명 사망하고 중국군이 30명 넘게 사망하였다. 3월 15일에는 10대의 T-62 전차와 14대의 장갑차에 100여 명의 보병으로 이루어진 소련군 제병합동부대의 기습에 85mm 대전차포와 59식 화전통으로 대응하던 중국군 보병부대가 소련군의 BM-21 로켓포의 포격으로 큰 피해를 입었다. 3월 2일부터 2주 동안 벌어진 양측의 교전으로 인한 소련군의 공식 사망자는 59명이었고, 중국군의 사망자는 100명이 넘을 것으로 추정되었다.
이로 인해 중·소 국경지대에는 소련군 병력 65만 명과 중국군 병력 81만 명이 집결해 대치하였고, 소련의 수상 알렉세이 코시긴은 중국에 대한 핵공격을 포함한 대대적인 군사작전을 지시하였다. 중국의 지도자 마오쩌둥은 핵방공호 건설을 지시하고 수도를 베이징에서 충칭으로 이전할 계획까지 수립하였다. 중국은 4월에 9차 당대회를 소집해 소련에 대한 후속 대응을 논의한 후 5월에 소련에 협상을 요청했지만, 7월 8일에 아무르강 지역에서 양국간의 국경 분쟁이 일어났다.

## 협상
미국이 소련을 압박하자 1969년 9월 소련의 알렉세이 코시긴은 호찌민의 장례식에 참석하고 귀국하는 길에 중국을 방문해 중국의 저우언라이 총리와 회담을 가졌으며 1987년 2월부터 국경 협상을 시작하였다. 양국은 4년여의 협상 끝에 소련 붕괴 7개월 전인 1991년 5월 16일에 강동육십사둔을 소련의 영토로 인정하고 전바오섬 등 우수리강의 하중도 대부분을 중국 영토로 확정하는 동부국경협정(東部國境協定)을 체결하였다. 이어 1994년에는 중국과 러시아 사이에 중앙아시아 지역에 관한 국경 협정 서부국경협정(西部國境協定)이 체결되었다.
2000년 이후, 중국과 러시아 사이에 남은 유일한 국경 문제는 아무르강과 우수리강의 합수지점에 위치한 헤이샤쯔 삼각주(러시아 명: 볼쇼이우수리스키섬)였다. 양국은 2004년 10월 14일 이 곳을 양국이 동·서로 2등분하는 국경협정을 체결했고 2005년 6월 2일, 이 협정의 비준서(批准書)가 교환되는 자리에서 두 나라의 외무장관인 라브로프와 리자오싱은 두 나라 사이의 국경 분쟁이 완전히 해결되었다고 발표하였다. 2008년 10월 14일 경계비를 세우는 작업을 완료함으로써 국경 분쟁을 종결하였다.

## 영향
중소 국경 분쟁의 여파로 중국은 미국과의 국교(國交) 회복에 나서 1972년 2월 닉슨 대통령이 중국을 방문했고, 1979년 1월 1일에 미국과 수교했다. 이는 소련군의 취약함도 원인이 되었다. 당시 조잡한 품질로 악명이 높았던 중공군을 소련군이 서류상 전력처럼 이기지 못하고 일시적으론 패퇴하기까지 했기 다소 유리한 고지를 차지하는데 간신히 성공하였다. 그러나 중국에 대한 대대적인 군사적 계획에 대해 부정적인 반응을 보인 레오니트 브레즈네프와 프라하의 봄 사건으로 인해 소련 군부는 결국 중국과의 전면전 계획을 철회한다. 인도와 파키스탄 간의 전쟁이 발발하자 파키스탄은 중화인민공화국과의 관계 개선을 위해 노력하고 인도는 중화인민공화국 견제를 위해 소련과 군사적 협력에 나서게 된다. 이 사건을 계기로 중화인민공화국은 약간의 친미반소 정책을, 소련은 중국에 대한 군사적 개입을 점진적으로 포기하는 정책을 강화하게 된다. 이런 분쟁들의 장기적인 결과로 소련과 러시아는 소련이나 러시아가 점유하거나 그렇다고 주장했던 헤이룽장성 우수리강의 헤이샤쯔섬과 내몽골자치구의 맞저울리 부근의 아나가이투제 지역 등 도합 375㎢를 포기하거나 중국에 이양하였고 인룽다오(銀龍島)는 전체를 중국에 넘기고, 헤이샤쯔섬(중국명 밍웨다오, 明月島)의 절반을 중국에 넘겨서 국제자유도시로 개발하기로 합의하였다.

## 같이 보기
- 베이징 조약
- 아이훈 조약
- 볼쇼이우수리스키섬(중국명: 헤이샤쯔섬)
- 전바오섬(러시아명: 다만스키섬)
- 외만주
- 강동육십사둔
- 1972년 러시아의 극동 지명 변경

## 참고 문헌
- (독일어) Karte der umstrittenen Gebiete